# Подгорний Микита Володимирович
Мики́та Володи́мирович Підго́рний (рос. Ники́та Влади́мирович Подго́рный; 16 лютого 1931, Москва, РРФСР, СРСР — 24 вересня 1982, Москва, РРФСР, СРСР) — радянський актор театру і кіно. Заслужений артист РРФСР (1964). Народний артист РРФСР (1971).

## Біографія
Народився в родині артистів. Батько — артист В.О. Подгорний (1887—1944), дядько — артист М.О. Подгорний (1879—1947).
Закінчив Театральне училище ім. М. С. Щепкіна (1954).
З 1954 — актор московського академічного Малого театру.
Перша роль у Малому театрі — Микола в «Картковому будиночку» Олега Стукалова.
Помер від раку легенів. Похований на Ваганьковському кладовищі (ділянка № 38).

## Фільмографія
- 1958:  Ідіот —  Ганя Іволгін
- 1958:  Моцарт і Сальєрі —   Моцарт
- 1960:  Євгенія Гранде —  Адольф де Грассе
- 1960: Мічман Панін —  Ведерников
- 1961: Сержант Фетисов
- 1961: Іван Рибаков —  друг Вані
- 1962: Вашингтонська історія — Течер Венс
- 1962:  Хто винен
- 1963:  Собаки
- 1964: Незгасиме полум'я —  Корольков
- 1965: Залп «Аврори» —   О. Ф. Керенський
- 1966: Дачники —  Рюмін Павло Сергійович
- 1966: Два квитки на денний сеанс —  Анатолій Борисович Лебедянський
- 1966:  Лабіринт —  Джованні Пінеда
- 1967: Випадок в готелі —  художник
- 1967—1970: Штрихи до портрету В. І. Леніна
- 1968:  Брати Карамазови —  Михайло Осипович Ракітін
- 1969:  Вальс —  Сергій Аркадійович
- 1969: Старий дім —  Кетчер
- 1972: За все у відповіді —  Ілля Дмитрович
- 1972: Надія —  Олександр Матвійович
- 1972:  Привиди —  Освальд
- 1973: І на Тихому океані... —  Олександр Петрович Незеласов
- 1973: «Минуле і думи»
- 1973:  Обрив —  Іван Іванович Аянов
- 1974:  Перед заходом сонця —  Вольфганг Клаузен
- 1974: Совість —  Олександр Михайлович Лиз
- 1975: Мій будинок — театр  —  Аполлон Григор'єв
- 1975: Трактирщица —  маркіз Форліпоплі
- 1976: В одному мікрорайоні —  Андрій Олександрович Коробов
- 1976: Завжди зі мною…
- 1976:  Визнання —  Микола Рєпнін
- 1976:  Безодня —  невідомий
- 1976:  Принижені і ображені —  князь Валківський
- 1977:  Горе від розуму (телеспектакль) —  Репетилов
- 1977: За п'ять секунд до катастрофи (кіностудія ім. О. Довженка) —  Джеральд
- 1977: І знову Аніскін —  Єгор Бенедиктович Бережков
- 1977:  Любов Ярова —  Малінін
- 1977:  Оптимістична трагедія —  полонений офіцер
- 1977: Четверта висота
- 1978:  Скажені гроші —  телят
- 1978: Плата за істину —  Ілля Ілліч Мечников
- 1979: Слідство ведуть ЗнаТоКі. Підпасок з огірком —  Альберт
- 1979: Осінній марафон —  Георгій Миколайович Веригин
- 1980: Альманах сатири і гумору —  Іван Васильович Зав'ялов  (новела «Шубка»)
- 1980:  Берег —  Самсонов
- 1980: Жиголо і Жиголетта
- 1980:  Незнайомець —  Осип Миколайович Метлахов
- 1980:  Синдикат-2 —   О. Ф. Керенський
- 1981: Небезпечний вік —  Плахін
- 1981: Джонатан Свіфт (телеспектакль з циклу "Сторінками життя і творчості") —  Джонатан Свіфт
- 1982: Кілька крапель
- 1983:  Ювелірна справа —  Кравцов Борис Олексійович